# سومی
سومی (به اوکراینی: Суми) شهری در استان سومی در کشور اوکراین است. جمعیت این شهر۲۵۹,۶۶۰ (۲۰۲۱ تخمینی) نفر است.
- وراتسا - بلغارستان
- Celle - آلمان

## نگارخانه

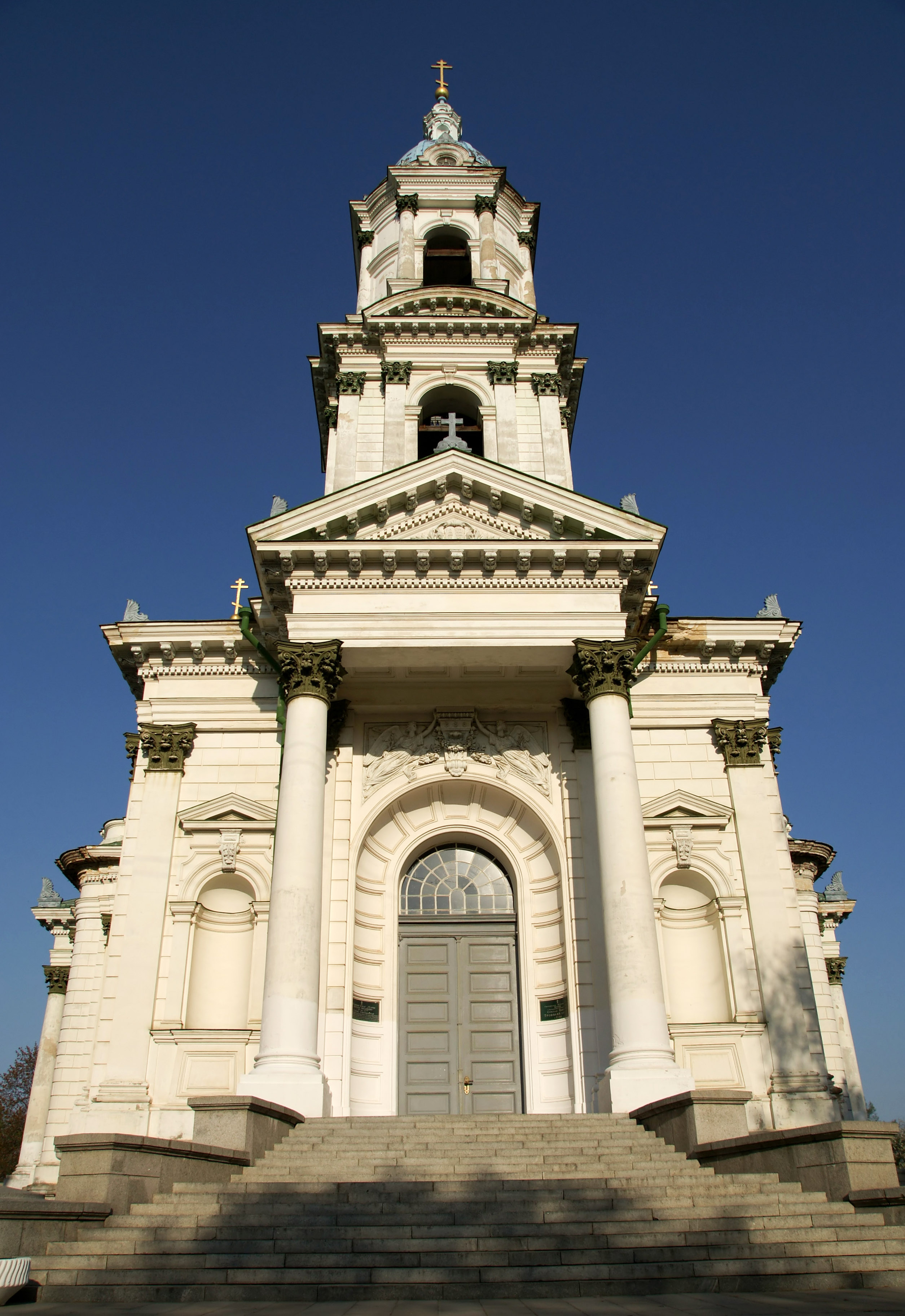
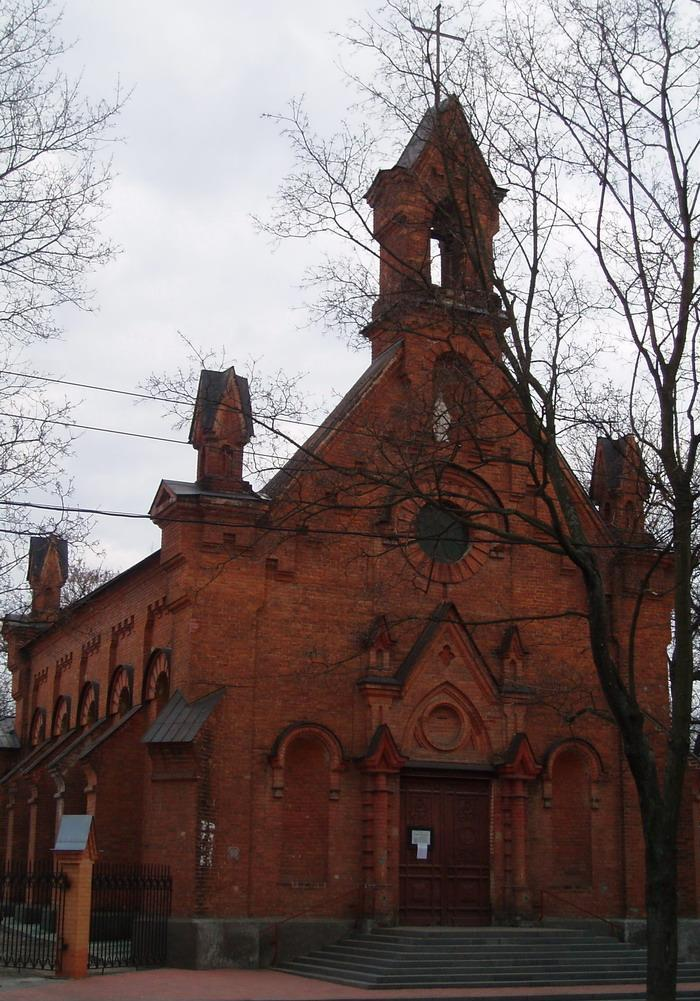
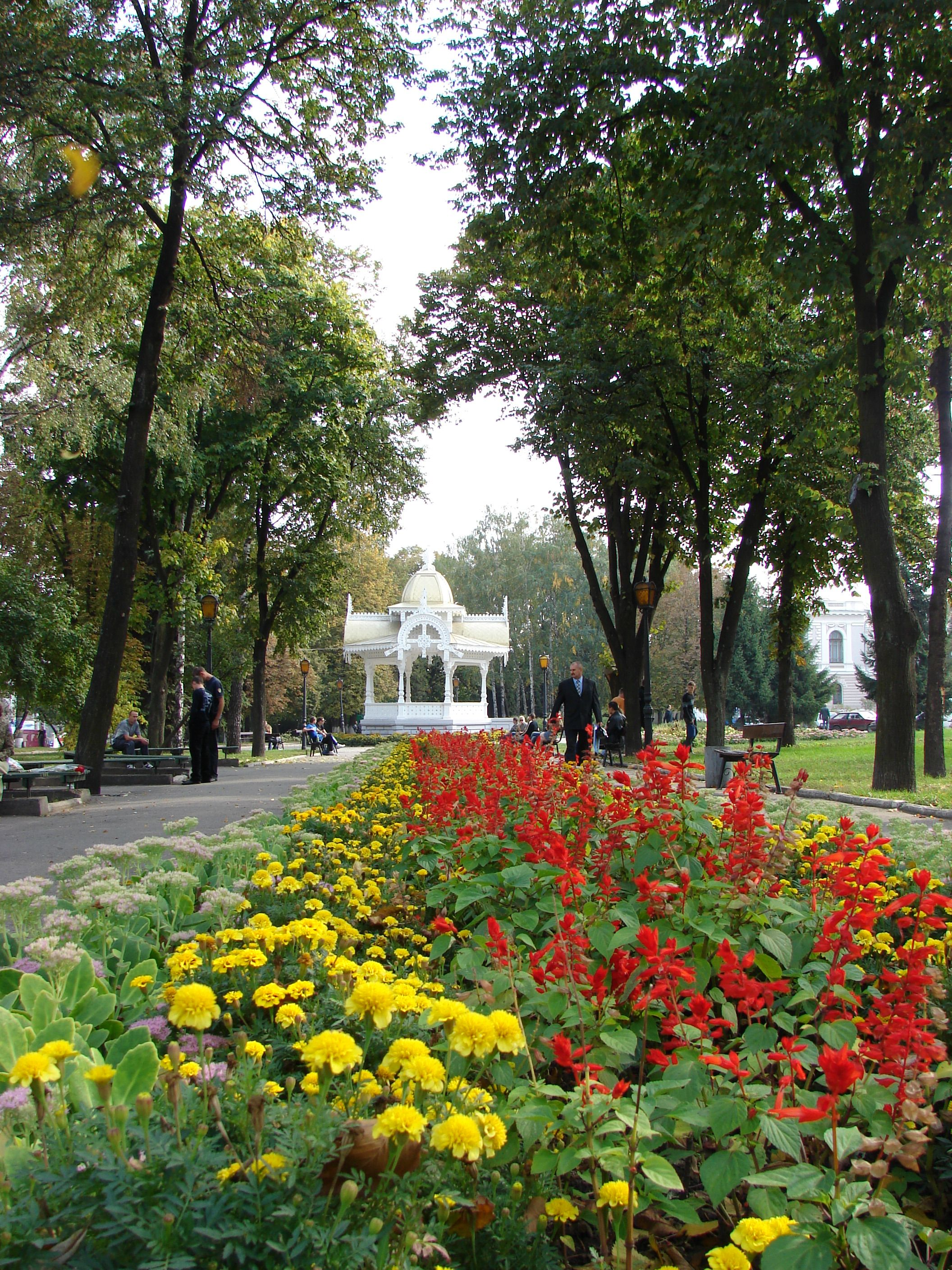
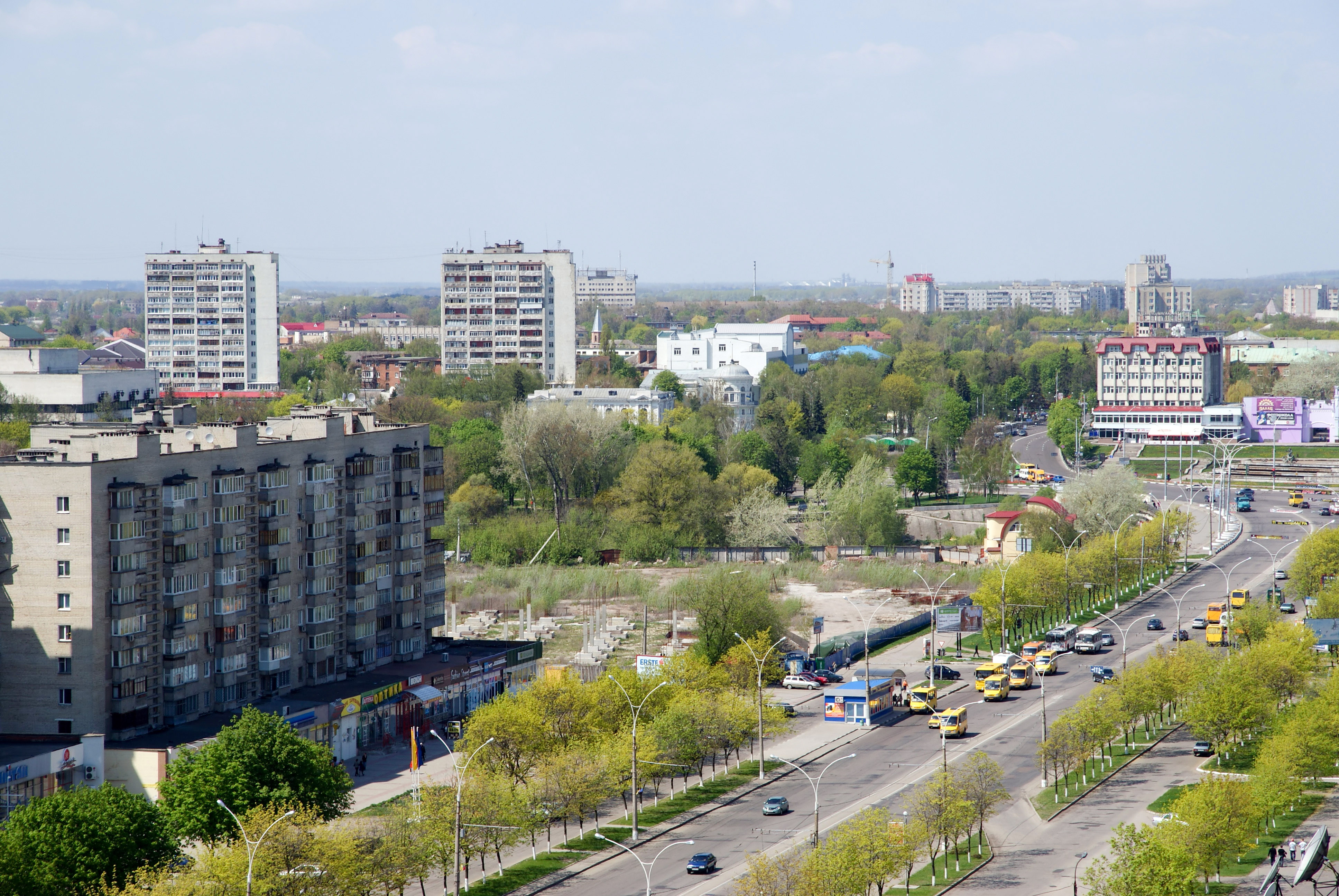